# Jason Walker (Musiker)
Jason Walker (* 1988 in Illinois, USA) ist ein US-amerikanischer Pop-Musiker, der durch das Lied Echo, das Teil der Serie Vampire Diaries war, erstmals auf sich aufmerksam machen konnte. Durch EDM-lastige Lieder wie Wild Side oder Sunrise machte er sich auch über die Grenzen hinaus einen Namen.

## Biografie

### Leben
Jason Walker wurde in Illinois in den Vereinigten Staaten geboren. Im Alter von 18 Jahren zog er nach Nashville, Tennessee um seine Karriere als Musiker weiter zu verfolgen. Mit 16 Jahren lernte Walker seine spätere Ehefrau kennen. Im Jahr 2013 zogen sie nach Santa Monica, Kalifornien.

### Karriere
Jason Walker unterzeichnete im Januar 2007 einen Vertrag beim US-amerikanischen Plattenlabel „Word Music Publishing“. Durch den Vertrag kam er in Kontakt mit Audio-Adrenaline-Frontmann Mark Stuart, der ihm einem Namen in der Songwriting-Szene verschaffte. Nachdem er sich an mehreren Projekten beteiligte, startete er 2009 auch als Solo-Künstler; so veröffentlichte er am 1. September 2009 sein Debüt-Album Jason Walker. Die daraus ausgekoppelten Singles Down und Cry entwickelten sich zu einem Erfolg. Beide Tracks wurden bis zu über 30 Millionen Mal auf Spotify aufgerufen. Down wurde Teil des Soundtracks der ersten Staffel der US-amerikanischen Fernsehserie Vampire Diaries vom Sender The CW, woraufhin es 130.000 Verkäufe zählte. 
2010 gewann Walker einen christlichen Musikpreis für seinen Songschreibstil. 2011 folgte zwei Jahre nach seinem ersten Studioalbum folgte 2011 das zweite Album Midnight Starlight. Das darin enthaltene Lied Echo wurde für den Soundtrack der dritten Staffel von Vampire Diaries ausgewählt. Auch der Album-Track Kiss Me erfreute sich starker Beliebtheit. Seine Lieder waren zudem in den Serien Parks and Recreation, One Tree Hill, Private Practice und Bone zu hören.
Am 28. März 2013 veröffentlichte Walker sein drittes Studioalbum Keep Me Watching. Zur gleichen Zeit unternahm er einen Stilwechsel und orientierte sich in Richtung der EDM-Musik. In diesem Zuge trat er mit dem Schweizer DJ und Produzent DJ Antoine in Kontakt und produzierte mit ihm das Lied Wild Side für dessen Studioalbum We Are the Party. Am 21. November 2014 erschien der Titel als Single und erreicht auf direktem Wege die Schweizer Single-Charts. Zwei Jahre später erschien eine weitere Kollaboration. Diese trägt den Titel Walk the Line und war Teil seines Studioalbums Provocateur.
Ebenfalls 2016 kam es zu einer Zusammenarbeit mit dem niederländischen DJ-Duo Volt & State aus der das Lied Athems resultierte, das stark vom Progressive-House und Big-Room beeinflusst war. Es folgten Singles im gleichen Stil. Mit dabei waren Kollaborationen unter anderem Manse und Lush & Simon. Nachdem er bereits mit seiner Kollaboration mit Manse und Frank Pole den Sprung in die Beatport-Charts geschafft hatte, gelang ihm mit Sunrise, einem gemeinsamen Lied mit dem norwegischen DJ und Produzenten Kygo ein weiterer Erfolg. Über 30 Millionen Aufrufe feierte das Lied auf Spotify sowie auch über 10 Millionen auf YouTube. Zudem erreichte der Track eine Platzierung in den norwegischen Single-Charts.
Mit seinem Nebenprojekt The Swing steuerte er die Musik eines T-Mobile-Werbespots bei. Im Februar 2017 veröffentlichte Walker eine weitere EP. Diese trägt den Titel Suddenly. Mit enthalten auf der EP war auch eine Solo-Version seiner DJ-Antoine-Kollaboration Walk the Line. Diese war ebenso wie der Stil der gesamten EP vom Pop beeinflusst.
Für das Jahr 2018 kündigte Walker an, jeden Monat eine neue Single veröffentlichen zu wollen. Den Anfang machte das Lied In Another Life (Goodbye), dessen Vertrieb er selber übernahm. Mit allen Liedern dieses Projekts entfernte er sich vom EDM-Stil, in dem er sich in den Vorjahren einen Namen machen konnte. Im Sommer 2018 kam es dann zu der Veröffentlichung des Liedes Writings on the Wall, einer Kollaboration mit dem niederländischen DJ-Duo Sick Individuals, die sich mit dem Song an ihrer Durchbruchs-Single I Am orientierten. Gemeinsam konnten sie eine Platzierung in den Beatport-Charts erlangen.

## Diskografie

### Alben
- 2009: Jason Walker
- 2011: Midnight Starlight
- 2013: Keep Me Watching

### EPs
- 2017: Suddenly

### Singles
- 2009: Down
- 2009: Cry
- 2011: Echo
- 2014: Wild Side (mit DJ Antoine vs. Mad Mark)
- 2016: Athems (mit Volt & State)
- 2016: Walk The Line (mit DJ Antoine vs. Mad Mark)
- 2017: Orchestra (mit Michael Woods)
- 2017: A Little Bit Closer (mit Manse X Frank Pole)
- 2017: The Way Back (feat. Molly Reed)
- 2017: Sunrise (mit Kygo)
- 2017: Somebody (mit Lush & Simon x IZII)
- 2018: In Another Life (Goodbye)
- 2018: Keep Stepping
- 2018: Life on a Wire
- 2018: Writings on the Wall (mit Sick Individuals)
- 2018: This